# 수도고속도로 3호선 시부야 선
수도고속도로 3호선 시부야 선(일본어: 首都高速3号渋谷線, しゅとこうそく3ごうしぶやせん 슈토코소쿠산고시부야센[*])은 도쿄도 미나토구에서 세타가야구에 이르는 수도고속도로의 노선이다. 해당 도로는 아시안 하이웨이 1호선()의 일부로 이루어져 있다.

## 역사
- 1964년 10월 1일 : 시부야 4초메 (잠정출입구) ~ 시부야 출입구 개통
- 1967년 9월 2일 : 다니마치 분기점 ~ 시부야 4초메 (잠정출입구) 개통
- 1971년 12월 21일 : 시부야 출입구 ~ 요가 구간 개통으로 전선 개통. 동시에 도메이 고속도로와 접속.
- 2010년 3월 28일 : 오하시 분기점 공용개시로 주오 환상선 신주쿠선과 접속.
- 2015년 3월 7일 : 오하시 분기점에서 주오 환상선 시나가와선과 접속.
- 2019년 12월 19일 : 시부야 출입구(요가/도메이 고속도로 방면) 공용 개시.

## 시설물
- 번호의 배경색이 ■인 구간은 공식 구간이다.

| 번호                                                        | 이름             | 일본어 이름    | 누적 거리 | 접속 노선                | 소재지 | 소재지     | 비고                              |
| ----------------------------------------------------------- | ---------------- | -------------- | --------- | ------------------------ | ------ | ---------- | --------------------------------- |
| -                                                           | 다니마치 분기점  | 谷町JCT        | 0.0       | 수도고속도로 도심 환상선 | 도쿄도 | 미나토구   |                                   |
| 301                                                         | 다카기초 출입구  | 外苑出入口     | 1.7       | 가이엔히가시도리         | 도쿄도 | 미나토구   | 긴자, 하코자키 방면 출입구        |
| 302                                                         | 시부야 출입구    | 渋谷出入口     | 3.2       | 가이엔니시도리           | 도쿄도 | 시부야구   | 요가, 도메이 고속도로 방면 출입구 |
| 303                                                         | 시부야 출입구    | 渋谷出入口     | 4.2       |                          | 도쿄도 | 시부야구   | 긴자, 하코자키 방면 출입구        |
| -                                                           | 오하시 분기점    | 大橋JCT        | 5.0       | 요요기 공원 방면 도로    | 도쿄도 | 메구로구   |                                   |
| 304                                                         | 이케지리 출입구  | 池尻出入口     | 5.6       |                          | 도쿄도 | 메구로구   | 요가, 도메이 고속도로 방면 출입구 |
| 305                                                         | 산겐자야 출입구  | 三軒茶屋出入口 | 6.0       |                          | 도쿄도 | 세타가야구 | 긴자, 하코자키 방면 출입구        |
| -                                                           | 요가 간이 휴게소 | 用賀PA         | 11.3      | 수도고속도로 중앙 환상선 | 도쿄도 | 세타가야구 | 긴자, 하코자키 방면 출입구        |
| -                                                           | 요가 본선 요금소 | 用賀TB         | 11.3      | 국도 제20호선 고슈 가도  | 도쿄도 | 세타가야구 | 긴자, 하코자키 방면 출입구        |
| 307                                                         | 요가 출입구      | 用賀出入口     | 11.7      |                          | 도쿄도 | 세타가야구 | 긴자, 하코자키 방면 출입구        |
| 도메이 고속도로와 직결(시즈오카, 나고야, 교토, 오사카 방면) |                  |                |           |                          |        |            |                                   |